# Renata Karkowska
Renata Agnieszka Karkowska – polska ekonomistka, doktor habilitowany nauk ekonomicznych, profesor na Uniwersytecie Warszawskim, specjalistka od bankowości, ryzyka kredytowego oraz systemu finansowego.

## Kariera naukowa
W 2005 roku na Wydziale Zarządzania Uniwersytetu Warszawskiego uzyskała stopień doktora nauk ekonomicznych na podstawie pracy pt. Determinanty rozwoju rynku kredytowych instrumentów pochodnych. Perspektywy powstania rynku w Polsce, której promotorem był Andrzej Sopoćko. W 2006 roku została zatrudniona na tejże uczelni, a w 2016 roku uzyskała na jej Wydziale Nauk Ekonomicznych stopień doktora habilitowanego nauk ekonomicznych na podstawie pracy pt. Ryzyko systemowe. Charakter i źródła indywidualizacji w sektorze bankowym.